# أكتيفجن بليزارد ضد إدارة كاليفورنيا للتوظيف العادل والإسكان
أكتيفجن بليزارد ضد إدارة كاليفورنيا للتوظيف العادل والإسكان (بالإنجليزية: California Department of Fair Employment and Housing v. Activision Blizzard)‏ هي دعوى قضائية حالية مرفوعة من قبل إدارة التوظيف العادل والإسكان في كاليفورنيا (DFEH) ضد مطور ألعاب الفيديو أكتيفجن بليزارد (Activision Blizzard) في يوليو 2021. تؤكد الدعوى أن إدارة أكتيفجن بليزارد مسموح بها وفي بعض الأحيان شجعت على سوء السلوك الجنسي تجاه الموظفات، وأن الشركة حافظت على ثقافة «فرات بوي»، وأن ممارسات التوظيف والعمل في الشركة كانت تَمْييزيَّة ضد المرأة.
بعد أن رفضت أكتيفجن بليزارد الادعاءات الواردة في الدعوى باعتبارها كاذبة، وَقَّع أكثر من 2600 من موظفي الشركة البالغ عددهم 9500 على خطاب مفتوح يطالبون الشركة بأخذ الادعاءات على محمل الجد وإجراء تغييرات. بينما وعد روبرت كوتيك الرئيس التنفيذي لشركة أكتيفجن بليزارد لاحقًا بأن الشركة ستراجع الادعاءات داخليًا، لم يكن الموظفون راضين عن الرد. انسحب الموظفون في 28 يوليو 2021، وانضم إليهم تقريبًا مطوروون ولاعبون آخرون في جميع أنحاء الصناعة. أثارت الدعوى القضائية التي رفعتها إدارة كاليفورنيا للتوظيف العادل والإسكان دعوى قضائية جماعية منفصلة من قبل مساهمي أكتيفجن بليزارد على المستوى الفيدرالي، مؤكدة أن الشركة فشلت في الوفاء بواجباتها الائتمانية بموجب قانون الأوراق المالية. زعم تقرير استقصائي لاحق من صحيفة وول ستريت جورنال نُشر في نوفمبر 2021 أن روبرت كوتيك كان على علم بمزاعم سوء السلوك لسنوات لكنه فشل في اتخاذ إجراء، مما دفع الموظفين إلى تنظيم جولة ثانية، وهم وأصوات أخرى في صناعة الألعاب. دعا روبرت كوتيك للتنحي.
إلى جانب مزاعم سوء السلوك والتمييز في مطوري الألعاب ريوت جيمز ويوبي سوفت في نفس الوقت تقريبًا، ينظر المحللون والأكاديميون ووسائل الإعلام مثل نيويورك تايمز والغارديان وسي إن إن إلى دعوى إدارة كاليفورنيا للتوظيف العادل والإسكان التي تجبر صناعة ألعاب الفيديو على ذلك. تتصالح مع حركة أنا أيضا وتفكر في إمكانية تكوين نقابات لحماية العمال بشكل أفضل.

## أكتيفجن بليزارد
أكتيفجن بليزارد هي شركة ألعاب فيديو أمريكيَّة قابضة لشركتي بليزارد إنترتينمنت وأكتيفجن الترفيهيتان المشهورتان، يقع مَقَرها سانتا مونيكا، كاليفورنيا،  تأسّست في يوليو 2008 باندماج شركتيّ أكتيفجن وفيفندي غيمز، رمزها في بورصة نازداك هو ATVI،  ومُنذُ عام 2015 كانَ سهمها أحد أسهم إس وبي 500. وتضُم أكتيفجن بليزارد حاليًا خمس وحدات عمل وهي أكتيفجن للنشر،  وبليزارد إنترتينمنت وكينغ،  و«ماجور ليغ غامينغ»  وأكتيفجن بليزارد ستوديوز.
تمتلك الشركة وتدير استُوديُوهات إضافية تابعة لأكتيفجن للنشر، بما فيها تريارك وإنفنتي وورد و«هاي مون ستوديوز» وتويز فور بوب،  ومن أهم مُنتجاتها «كول أوف ديوتي» و«كراش بانديكوت» و«غيتار هيرو» و«توني هاوكس» و«سبايرو» و«وورلد أوف ووركرافت» و«ستار كرافت» و«ديابلو» و«هيرث ستون هيروس أوف ووركرافت» و«هيروز أوف ذا ستورم» و«أوفرواتش» و«كاندي كراش ساغا».
حطمت عناوين أكتيفجن بليزارد عددًا من سجّلات الإصدار،  وفي مارس 2018 أصبَحَت أكبر شركة ألعاب في الأمريكتين وأوروبا من حيثُ الإيرادات والقِيمَة السوقِيَّة.

### التحيز الجنسي في ألعاب الفيديو
التحيز الجنسي في ألعاب الفيديو هو سلوك متحيز أو تمييز قائم على الجنس أو النوع الاجتماعي كما يعاني منه الأشخاص الذين يلعبون ويصنعون ألعاب الفيديو، ولا سيما النساء، وقد يظهر هذا التحرش الجنسي أو في الطريقة التي يتم بها تمثيل الجنسين في الألعاب، مثلما يتم عرض الشخصيات وفقا للمناظر والقوالب النمطية المتعلقة بنوع الجنس.

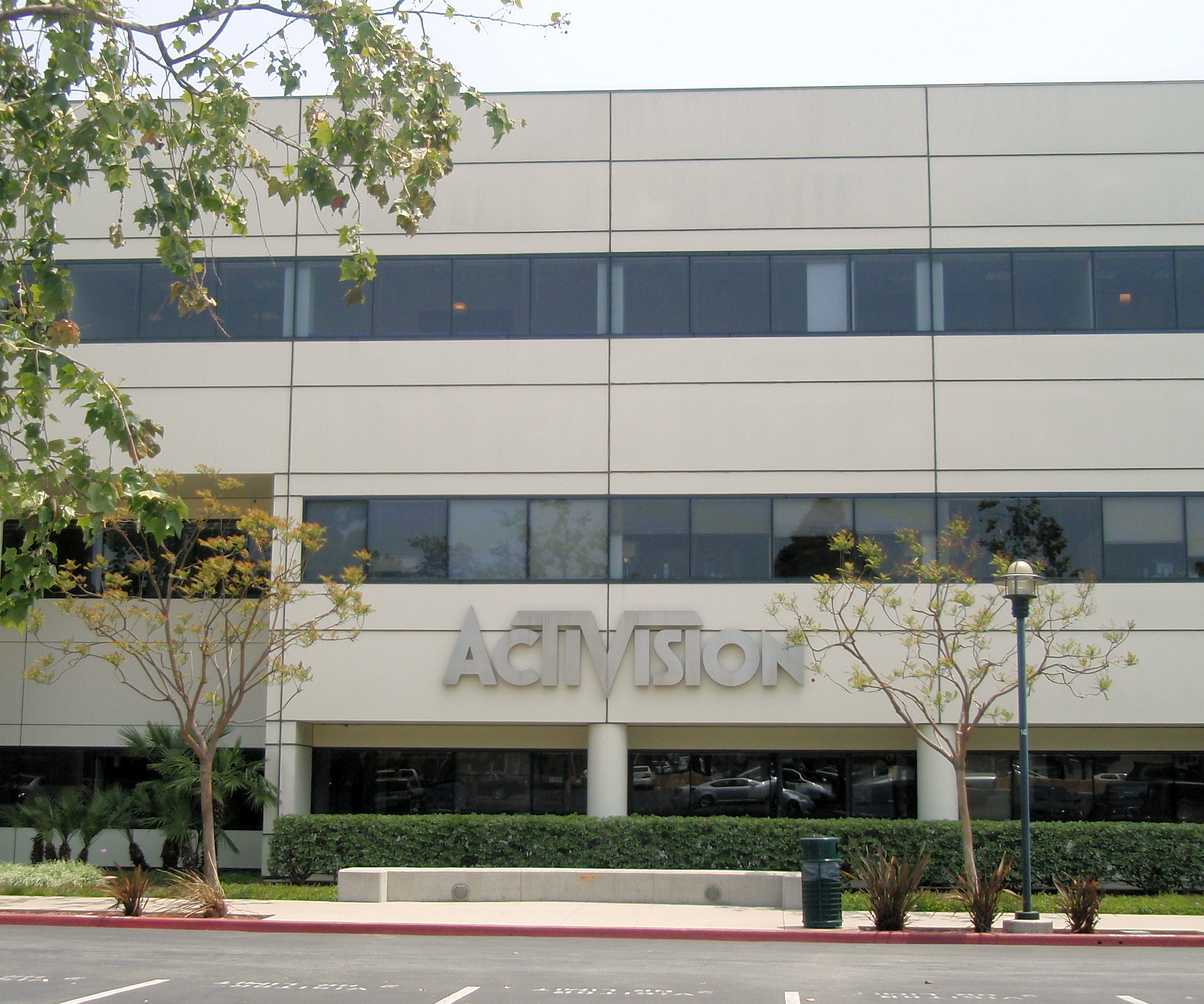
المقر الرئيسي لشركة أكتيفجن بليزارد في سانتا مونيكا، كاليفورنيا

وقد تغيرت التركيبة الديمغرافية لثقافة ألعاب الفيديو منذ الثمانينيات والتسعينات من القرن الماضي، عندما كان ينظر إلى ألعاب الفيديو على أنها ذات أهمية خاصة للشباب، وتشكل النساء حوالي نصف عدد لاعبي الألعاب حتى 2010،  وقد ساهم هذا التغيير، فضلا عن حوادث المضايقات المعلن عنها مثل جدل جامرغيت في عام 2014، وقد تلقى الموضوع اهتماما متزايدا من قبل المتخصصين في هذا المجال وسائط الإعلام.

## دعاوى قضائية
نتيجة تحقيق استمر عامين، في 20 يوليو 2021، رفعت إدارة كاليفورنيا للتوظيف العادل والإسكان دعوى قضائية في محكمة لوس أنجلوس العليا. وتزعم الدعوى أن أكتيفجن بليزارد قد عززت ثقافة «فرات بوي» حيث تتحمل الموظفات التحرش الجنسي المنتظم وتتعرض للتمييز والانتقام. سعت إدارة كاليفورنيا للتوظيف العادل والإسكان إلى أمر قضائي لمطالبة أكتيفجن بليزارد بالامتثال لحماية القوى العاملة الحكومية، واسترداد الأضرار التي تلحق بالموظفات والتي قد تشمل الأجور غير المدفوعة، وتسويات الأجور، والأجور المتأخرة، والأجور والمزايا المفقودة.
وتؤكد الدعوى أن أكتيفجن بليزارد والقوى العاملة بها، والتي تبلغ 80٪ من الذكور، تساهم في خلق جو معاد للموظفات. تركز المزاعم بشكل أساسي على تقارير سوء السلوك في مكان العمل في بليزارد إنترتينمنت، رغم أنها تؤكد أيضًا حدوث مشكلات مماثلة داخل أكتيفجن واستوديوهاتها. تصف الشكوى موظفين يلعبون ألعاب الفيديو أثناء ساعات العمل أثناء تفويضهم لوظائفهم للموظفات، والانخراط في مزاح جنسي والتقدم نحو الزميلات، والمزاح حول الاغتصاب. يُزعم أن المديرين التنفيذيين والمبدعين البارزين في الشركة «شاركوا في تحرش جنسي صارخ دون تداعيات». في كل من استوديوهات أكتيفجن وبليزارد، يُزعم أن الإدارة سمحت وشجعت «الزحف المكعب»، حيث انتقل الموظفون الذكور من حجرة إلى حجرة، وشربوا بكثرة، وقاموا بإحداث تقدم غير مناسب تجاه الموظفات ولمسهن جسديًا. ورد أن غرفة أحد الموظفين بالفندق، والتي تم استئجارها خلال حدث بليزكون السنوي للشركة في عام 2013، أطلق عليها موظفون آخرون اسم «كنزات كوسبي» بسبب سمعة الرجل في مضايقة النساء. قيل أن هذا يشير إلى قضايا الاعتداء الجنسي بيل كوسبي، على الرغم من ادعاء آخرين أن الاسم تم اختياره بناءً على نمط سجادة الغرفة الذي يشبه كنزات كوسبي. أفادت الأنباء أن موظفة توفيت منتحرة خلال رحلة عمل بعد تعرضها «لتحرش جنسي شديد» في الأيام السابقة، والتي تضمنت مشاركة موظفين لها صورًا عارية لها في حفل عطلة للشركة. يُزعم أن إدارات الموارد البشرية لم تحافظ على سرية تقارير التحرش الجنسي، مما سمح للمديرين وغيرهم بالانتقام من الموظفين الذين أبلغوا عن سوء السلوك، مثل حرمانهم من الترقيات، ونقلهم إلى إدارات أخرى، وإعطاء الأولوية لهم أثناء عمليات التسريح على مستوى الشركة، أو منعهم من العمل في المشاريع المرغوبة.
سميت الدعوى على وجه التحديد أليكس أفراسيابي، المدير الإبداعي السابق لـ وورلد أوف ووركرافت، كفرد في قلب العديد من هذه الادعاءات. ذكرت أكتيفجن بليزارد لاحقًا أن أفراسيابي قد طُرد بسبب سوء السلوك في منتصف عام 2020 بعد أن وجده تحقيق داخلي خاص به واثنين آخرين على خطأ بسبب سوء سلوك مماثل بين عامي 2018 و 2020. 2013 «جناح كوسبي» لم يعد يعمل للشركة بحلول 11 أغسطس 2021. كان من بين هؤلاء الموظفين جيسي ماكري، الذي كان يحمل الاسم نفسه لشخصية أوفرواتش
ركزت أجزاء أخرى من الشكوى على المعاملة التمييزية للموظفات، وخاصة النساء ذوات البشرة الملونة، في التوظيف، والأجور، والتكليف، والترقية، والفصل، والفصل البناء. وبحسب ما ورد كانت النساء يتقاضين أجوراً أقل على مستوى العالم وعرض عليهن أجرًا وحافزًا أقل من زملائهن الرجال، بدءًا من تعيينهن واستمرارهن طوال فترة عملهن. وتزعم الدعوى أيضًا أنه كان عليهم العمل بجهد أكبر حتى يتم ترقيتهم، أو تم تجاوزهم تمامًا. أبلغت بعض الموظفات عن حرمانهن من الترقيات بسبب مخاوف من احتمال حملهن، وتعرضن للتوبيخ لأنهن اضطررن للذهاب لاصطحاب أطفالهن، وطردهن من غرف الرضاعة من قبل زملائهن الرجال الذين أرادوا الاجتماع في الغرفة. كانت بعض العوامل المزعومة من قبل وزارة المالية وحقوق الإنسان مرتبطة بسوء الإبلاغ عن المضايقات في مكان العمل، لكن الدعوى تؤكد أيضًا أن أكتيفجن بليزارد فشلت بشكل عام في مراعاة التنوع في ممارسات التوظيف والترقية.
تم رفع الدعوى بموجب قانون مجلس الشيوخ رقم 973 في ولاية كاليفورنيا، والذي يخول وزارة التعليم العالي في رفع دعاوى قضائية تتعلق بانتهاكات قانون المساواة في الأجور بالولاية، والتي تم تمريرها في أكتوبر 2020 ودخلت حيز التنفيذ في 1 يناير 2021. مشروع القانون، من تأليف سناتور كاليفورنيا هانا -بيث جاكسون، كان الهدف منه تجاوز التعقيدات التي نشأت خلال إدارة ترامب بشأن إبلاغ معلومات الأجور إلى لجنة تكافؤ فرص العمل. بموجب قانون المساواة في الأجور، يُطلب من الشركات التي تضم 100 موظف أو أكثر الإبلاغ عن بيانات الأجور لمجالات وظيفية محددة، مقسمة حسب الجنس والعرق والعرق؛ يتم الاحتفاظ بهذه البيانات سرية للدولة، ولكن يمكن استخدامها لتحديد ما إذا كانت هناك تباينات في الأجور بسبب الجنس أو العرق. أكدت إدارة كاليفورنيا للتوظيف العادل والإسكان أن «النمو المئوي المكوّن من رقمين لعاصفة ثلجية قوية، والعائدات السنوية المكونة من عشرة أرقام، والحملات التسويقية المتنوعة مؤخرًا قد تغيرت قليلاً للأسف. لقد طال انتظار امتثال المتهمين لحماية مكان العمل في كاليفورنيا». وفقًا لنوح سميث من صحيفة واشنطن بوست، فإن إدارة كاليفورنيا للتوظيف العادل والإسكان عادة لا تتابع مثل هذه القضايا، وعادة ما تسعى إلى إيجاد تسويات عندما تجد قضايا قابلة للتنفيذ. في العامين الماضيين، لم تشرع إدارة كاليفورنيا للتوظيف العادل والإسكان في مقاضاة الشركات إلا بضع عشرات من المرات من بين عشرات الآلاف من الشكاوى المقدمة. صرح مدير إدارة كاليفورنيا للتوظيف العادل والإسكان، كيفين كيش، أن «تحقيقاتنا ودعواتنا القضائية يجب أن تكون مستهدفة بشكل استراتيجي لمعالجة الانتهاكات التي تؤثر على أكبر عدد ممكن من الأشخاص. يجب أن تكون أولويتنا على الانتهاك المنهجي لقانون الحقوق المدنية، بالنظر إلى نطاق ما يتعين علينا القيام به. لقد حصلنا على أدوات من قبل الهيئة التشريعية للولاية ويجب أن نستخدمها.» ضد أكتيفجن بليزارد يمكن أن تشكل سابقة رئيسية لقوانين التوظيف في كاليفورنيا.
تم توسيع شكوى إدارة كاليفورنيا للتوظيف العادل والإسكان في 24 أغسطس 2021، لتشمل العمال المؤقتين والمتعاقدين بالإضافة إلى الموظفين الدائمين، حيث كان قانون كاليفورنيا يهدف أيضًا إلى حماية حقوق العمل المؤقتة أيضًا. كما اتهمت الشكوى المعدلة أكتيفجن بليزارد بالتدخل في اكتشاف إدارة كاليفورنيا للتوظيف العادل والإسكان للقضية، مدعية أن قسم الموارد البشرية لديهم مزق المستندات الرئيسية التي طلبوها. ذكرت أكتيفجن بليزارد ردًا على ذلك «لقد امتثلنا لكل طلب مناسب لدعم مراجعتها حتى عندما كنا ننفذ إصلاحات لضمان أن أماكن العمل لدينا ترحب بكل موظف».

### التعاون في التحقيقات
وفقًا لـ الصحفي جايسون شراير لـ بلومبيرغ نيوز، فإن التركيز الأساسي للشكوى على سوء السلوك في بليزارد إنترتينمنت كان بسبب تعامل القسم مع كبار مطوريه وإدارته على أنهم «نجوم موسيقى الروك»، مما يجعلهم لا يمكن المساس بهم تقريبًا بأي شكوى مقدمة ضدهم. اكتسبت أكتيفجن بليزارد سمعة باعتبارها استوديوًا مبدعًا للغاية ومكانًا مرغوبًا للعمل، وفقًا لشراير. ذكر بعض الموظفين الذين تحدثوا إلى جايسون شرايرأن المواقف تغيرت في الشركة عندما نمت شعبية وورلد أوف ووركرافت بسرعة بين عامي 2003 و 2005، وكان هذا التحول بمثابة بداية المشاكل المذكورة في الدعوى. وبحسب ما ورد، فإن كبار المطورين الذين حضروا بليزكون، المؤتمر السنوي الذي عقدته بليزارد مع لاعبين، لم ينظروا إلى الحاضرات كلاعبات ولكن كمجموعات، وتوقعن منهن مزايا جنسية. صرح شراير أن هذا الموقف استمر في بليزارد خلال 2010 ويرجع ذلك جزئيًا إلى نسبة 20٪ ديموغرافية نسائية وضغط الاستوديو على الموظفين لتقديم تضحيات شخصية بالوقت والراتب للعمل في الاستوديو المرموق. كما وصفتهفوكس أجا رومانو، يستمر هذا النوع من سلوك «نجم الروك» عبر الاستوديوهات الكبرى مثل أكتيفجن بليزارد ويوبي سوفت، ويجبر الموظفين الجدد على الالتزام بساعات طويلة لإظهار تفانيهم في العمل والشركة وإلا يُحتمل طردهم. وفقًا لرومانو، يمكن للثقافة التي يسيطر عليها الذكور، وخاصة من أولئك الذين نشأوا وهم يلعبون ألعاب الفيديو، أن تجلب معهم ثقافة «كراهية النساء العرضية» والتي يمكن أن تترجم بسهولة إلى مكان عمل معادي للنساء.
تحدثت شانون لياو من صحيفة واشنطن بوست أيضًا إلى موظفين سابقين، ذكر العديد منهم أن بليزارد لديها «ثقافة شرب». كانت المكاتب مليئة بالكحول بشكل جيد، مما أدى إلى «زحف مكعب»، وأصبح الموظفون في حالة سكر بانتظام في أحداث الشركة مثل بليزكون. تم كبح هذا النوع من النشاط بحلول عام 2019، حيث تم تخفيض المشروبات الكحولية في المكاتب بشدة واقتصر عدد الموظفين على مشروبين في المناسبات العامة.
قال موظفو أكتيفجن بليزارد الذين تحدثوا إلى الصحفي جايسون شراير إن بعض الشكاوى حول البيئة المعادية للشركة لم يتم الإبلاغ عنها لأن بعض الإدارة العليا كانت معروفة بتجاهل مثل هذه الحوادث. كانت عاصفة ثلجية قوية أيضًا تنفر من الإبلاغ عن هذه المشكلات إلى الشركة الأم أكتيفجن، والتي كان يُطلق عليها داخليًا اسم «عين ساورون»، خوفًا من الانتقام إذا أصبحت المشكلات معروفة.
ذكر تقرير استقصائي صادر عن صحيفة وول ستريت جورنال نُشر في 16 نوفمبر 2021، أن روبرت كوتيك كان على دراية جيدة بسوء السلوك في الشركة لكنه لم يفعل شيئًا يذكر لوقفه. يصف التقرير أحد الأمثلة على موظفة سابقة في شركة سلدج همر غيمز التابعة لشركة أكتيفجن، والتي قالت إنها تعرضت للاغتصاب من قبل مشرفها الذكر في عامي 2016 و 2017 بعد أن أُجبرت على السكر في مناسبات العمل. لقد أبلغت الإدارة بالوقائع ولكن لم يتم اتخاذ أي إجراء، وبدلاً من ذلك توصلت الشركة إلى تسوية معها بعد أن رفعت دعوى قضائية ضدهم. كان روبرت كوتيك على علم بهذا وأحداث مماثلة، وفقًا لوثائق داخلية راجعتها صحيفة وول ستريت جورنال، لكنه فشل في إبلاغ المساهمين، الأمر الذي كذب تصريحاته الأخيرة التي أدلى بها في بداية دعوى إدارة كاليفورنيا للتوظيف العادل والإسكان. في قضية أخرى وردت في التقرير، اتُهم دان بونتينج، المؤسس المشارك لشركة تريارك، بسوء السلوك في عام 2017. وقد أدى تحقيق داخلي إلى اقتراح إطلاق النار على بونتينغ، لكن روبرت كوتيك استخدم حق النقض ضد هذه الخطوة بسبب الاستوديو الخاص به. النجاح مع سلسلة كول أوف ديوتي، وبدلاً من ذلك أُمر بمراجعة الاستشارة. وجدت مراجعة خارجية ثانية في عام 2020 لسلوك بونتينغ نفس النتيجة لإطلاق بونتينغ، ولكن فقط حتى بدأت صحيفة وول ستريت جورنال تحقيقها، تمت إزالة بونتينغ فعليًا من الشركة. يصف التقرير أيضًا حالات محددة لـ روبرت كوتيك متورطًا في سوء السلوك، بما في ذلك قضية هدد فيها بقتل مساعده في عام 2006 والتي تمت تسويتها خارج المحكمة.

### دعوى لجنة تكافؤ فرص العمل المتزامنة
تم الكشف عن تحقيق منفصل من قبل لجنة تكافؤ فرص العمل (EEOC) في نفس الوقت الذي كان فيه كل من إدارة كاليفورنيا للتوظيف العادل والإسكان مستمرًا منذ حوالي مايو 2020. كانت أكتيفجن بليزارد ولجنة تكافؤ فرص العملفي محادثات تسوية في سبتمبر 2021 عندما كان هذا التحقيق علنيًا معروفة. رفعت لجنة تكافؤ فرص العمل دعوى رسمية ضد أكتيفجن بليزارد في 27 سبتمبر 2021، في محكمة المقاطعة الفيدرالية لوسط كاليفورنيا، لأنها «لم تكن قادرة على تأمين اتفاقية مصالحة مقبولة من خلال الأساليب غير الرسمية». سعت الدعوى إلى محاكمة أمام هيئة محلفين لمراجعة اتهامات لجنة تكافؤ فرص العمل الخاصة بالتحرش الجنسي المنتشر والتمييز، بالإضافة إلى أمر قضائي للشركة بالتوقف عن السلوك غير القانوني ودفع تعويضات للموظفين المتضررين. في ذلك اليوم، أعلنت أكتيفجن بليزارد أنها توصلت إلى تسوية مع لجنة تكافؤ فرص العمل، بانتظار الموافقة القضائية. من بين شروط التسوية، ذكرت الشركة أنها ستنشئ صندوق تعويضات بقيمة 18 مليون دولار للموظفين الذين يسعون للإعفاء من المضايقات المنصوص عليها في مكان العمل. صرح روبرت كوتيك في بيان أنه «لا يوجد مكان في أي مكان في شركتنا للتمييز أو المضايقة أو المعاملة غير المتكافئة من أي نوع، وأنا ممتن للموظفين الذين شاركوا تجاربهم بشجاعة. أنا آسف لأن أي شخص واجه سلوكًا غير لائق، وما زلت ثابتًا في التزامي بجعل أكتيفجن بليزارد واحدة من أكثر أماكن العمل شمولية واحترامًا واحترامًا في العالم.»
تم انتقاد عرض التسوية من قبل حملة تنظيم الموظفين الرقميين، وهو مشروع لعمال الاتصالات الأمريكيين، واصفًا مبلغ 18 مليون دولار بأنه "مجرد بنسات" مقارنة بصافي ثروة -أكتيفجن بليزاردالبالغ 72 مليار دولار، وصفعة" في مواجهة العمال الذين تعاملوا مع ظروف عمل سامة لمدة سنوات كما اعترضت نقابة عمال الاتصالات في أمريكا نفسها رسميًا على التسوية، ساعية إلى إقحام نفسها في القرار القانوني.
صرحت إدارة كاليفورنيا للتوظيف العادل والإسكان أيضًا أن التسوية ستؤثر على قضيتها وقدمت مطابقتها الرسمية للطعن في التسوية. قالت إدارة كاليفورنيا للتوظيف العادل والإسكان إن التسوية ستزيل الموظفين من حماية قانون كاليفورنيا الذي يقع خارج نطاق اختصاص لجنة تكافؤ فرص العمل، وأن أحكام التسوية ستسمح بإتلاف الأدلة اللازمة لقضيتها. أكدت لجنة تكافؤ فرص العمل أنه نظرًا لجزء من الفريق القانوني في إدارة كاليفورنيا للتوظيف العادل والإسكان الذي عمل سابقًا في قضية لجنة تكافؤ فرص العمل
الخاصة ضد أكتيفجن بليزارد، فإن الشكوى كانت انتهاكًا للأخلاقيات وتضاربًا في المصالح بموجب قانون ولاية كاليفورنيا. طلبت لجنة تكافؤ فرص العمل إزالة الشكوى وإذا سعت إدارة كاليفورنيا للتوظيف العادل والإسكان إلى تقديم شكوى جديدة، فسيتعين عليها القيام بذلك مع مستشار قانوني جديد وبدون المعلومات التي استخدمها الشخص السابق. التمست أكتيفجن بليزارد من المحكمة إيقاف إجراءات قضية إدارة كاليفورنيا للتوظيف العادل والإسكان مؤقتًا في ضوء هذه القضايا الأخلاقية التي أثارتها لجنة تكافؤ فرص العمل (EEOC) لإتاحة الوقت للاكتشاف المحدود من قبل محاميها، وكذلك طلب تغيير المكان بسبب التعقيد الجديد لـ القضية. رفضت المحكمة طلب أكتيفجن بليزارد بوقف الدعوى في أكتوبر 2021، لكنها منحتهم القدرة على تقييم مسألة الأخلاقيات على أساس النزاع. كما رفضت المحكمة طلب كاليفورنيا بالتدخل في دعوى لجنة تكافؤ فرص العملبحلول ديسمبر 2021، مما سمح لشروط التسوية بالبقاء.
ادعت المحامية ليزا بلوم، التي تمثل موظفة في أكتيفجن بليزارد والتي ادعت أنها طُردت بسبب الإبلاغ عن المخالفات فيما يتعلق بسوء السلوك في مكان العمل، أن صندوق 18 مليون دولار الذي أنشأته الشركة كان منخفضًا للغاية، وطالبت الشركة بزيادة هذا المبلغ إلى 100 مليون دولار مع الضحايا للمضايقة في مكان العمل تأثير أقوى على استخدام الصندوق.

## اسْتِجابة أكتيفجن بليزارد

### إدارة أكتيفجن بليزارد
في 21 يوليو 2021، اليوم الذي أصبحت فيه الدعوى علنية، ردت أكتيفجن بليزارد ببيان عام بأن المزاعم لا تصور بدقة الثقافة الحالية للشركة. في البيان، وصفوا الدعوى بأنها غير مسؤولة، والادعاءات مشوهة وكاذبة، وإدارة كاليفورنيا للتوظيف العادل والإسكان بأنهم «بيروقراطيون حكوميون غير خاضعين للمساءلة». زعمت الشركة أن إدارة كاليفورنيا للتوظيف العادل والإسكان لم تشارك في «مناقشات بحسن نية» قبل اختيار بدء الإجراءات القانونية، على الرغم من أن إدارة كاليفورنيا للتوظيف العادل والإسكان كتبت في ملفها أنها لم تكن قادرة على حل المشكلات مع أكتيفجن بليزارد في حل النزاعات الإلزامي.
أرسل ألين براك رئيس بليزارد، الذي كان أحد المديرين التنفيذيين العديدين الذين وردت أسماؤهم مباشرة في الشكوى، بريدًا إلكترونيًا داخليًا إلى جميع الموظفين في 21 يوليو، يفيد بأن أي سلوك موصوف في الدعوى «غير مقبول تمامًا»، ويشجع الموظفين على التحدث إلى الإدارة التنفيذية أو الدعم الخارجي حول أي مخاوف لديهم بشأن التحرش الجنسي والتمييز داخل الشركة.
بشكل منفصل، أرسل فران تاونسند، المدير التنفيذي لشركة أكتيفجن، خطابًا داخليًا إلى الموظفين في 23 يوليو، أكد فيه البيان العام للشركة، قائلاً: "قدمت دعوى قضائية تم رفعها مؤخرًا صورة مشوهة وغير صحيحة لشركتنا، بما في ذلك قصص غير صحيحة وقديمة وخارجه للسياق - البعض من أكثر من عقد مضى "وأن الدعوى كانت" حقًا لا تستحق الذكر وغير مسؤولة ". أثار خطاب تاونسند مخاوف بين الموظفين، وعقدت تاونسند مؤتمراً داخلياً عبر الهاتف في ذلك اليوم مع أعضاء شبكة المرأة أكتيفيجن-بليزارد-كينج، التي كانت ترعاها. شرحت بريدها الإلكتروني في المؤتمر الهاتفي بالقول إنها كانت تتبع النصيحة التي قدمها لها القسم القانوني، والتي قالت إنها جعلت الرسالة تبدو مختلفة عنها. لم يكن الموظفون راضين تمامًا عن تفسيرها، وفي وقت لاحق من ذلك اليوم، استقالت تاونسند من رعاية شبكة النساء. وبحسب ما ورد أزعجت الرسالة بعض الموظفين بسبب طبيعتها الرافضة للمشاكل داخل الشركة، وسعى العديد منهم إلى استقالة تاونسند. كشف تقرير وول ستريت جورنال الصادر في نوفمبر 2021 عن تورط روبرت كوتيك في مزاعم مكان العمل أن روبرت كوتيك كتب هذا البريد الإلكتروني وأوعز إلى تاونسند بإرساله. صرح ممثل روبرت كوتيك أنه "لا ينبغي إلقاء اللوم على السيدة تاونسند لهذا الخطأ"."
في 3 أغسطس 2021، أعلن براك أنه سيغادر أكتيفجن بليزارد، وأن جين اونيل ومايك يبارا سيتولى ان قيادة الشركة. كان أونيل رائدًا في رؤى متبادلة، أحد استوديوهات أكتيفجن التي تم دمجها مؤخرًا في بليزارد؛ كان يبارا نائب الرئيس التنفيذي لشركة بليزارد. في وقت لاحق من ذلك اليوم، تم تأكيد طرد جيسي ميشوك، رئيس العلاقات الإنسانية العالمي في شركة بليزارد . خلال مكالمة مستثمري الشركة ربع السنوية في 3 أغسطس، قال الرئيس التنفيذي بوبي كوتيك إن الشركة ستتخذ «إجراءات سريعة لضمان بيئة عمل آمنة ومرحبة لجميع الموظفين»، وأن «الأشخاص سيُحاسبون على أفعالهم. ويعني هذا الالتزام أننا لن ننهي عمل الموظفين عند الاقتضاء فحسب، بل سننهي أيضًا أي مدير أو قائد يتبين أنه أعاق نزاهة عملياتنا لتقييم المطالبات وفرض العواقب المناسبة». كما صرح كوتيك للمساهمين، «بيئة عملنا في كل مكان نعمل فيه لن تسمح بالتمييز أو المضايقة أو المعاملة غير المتكافئة. سنكون الشركة التي تكون قدوة لذلك في صناعتنا. بينما اتخذنا العديد من الخطوات نحو هذا الهدف بالفعل، اليوم، نأخذ المزيد». في بيان صدر في أكتوبر 2021، ذكرت الشركة أن أكثر من 20 موظفًا، بما في ذلك المطورين والمديرين، قد «خرجوا» من الشركة كجزء من تقييمهم الداخلي، وتم توبيخ أكثر من 20 موظفًا آخر على أفعالهم. بالإضافة إلى ذلك، كانت الشركة تخطط لتوسيع فريق الأخلاقيات والامتثال لمواصلة الإشراف على القضايا في هذه المجالات في المستقبل.
في أواخر أكتوبر 2021، أعلن كوتيك أن الشركة تتخذ العديد من الإجراءات المتعلقة بقضايا الدعوى القضائية، معترفًا بأن «الحواجز الأمنية لم تكن موجودة في كل مكان لضمان الحفاظ على قيمنا». بالإضافة إلى زيادة الاستثمار في التدريب على مكافحة التحرش والموارد للتعامل مع الإبلاغ عن مثل هذه الحوادث، كانت الشركة تتخلى عن استخدام التحكيم الإلزامي عند التعامل مع شكاوى العمال، والتي سعت إليها مجموعات الموظفين، وسياسة عدم التسامح المطلق مع المضايقات داخل الشركة. وذكر خطة الشركة لزيادة التعيينات النسائية وغير الثنائية بنسبة 50٪ على مدى السنوات العشر القادمة، وسيقدم تقريرًا سنويًا عن مقارنات الأجور بين التركيبة السكانية للموظفين. علاوة على ذلك، ذكر كوتيك أنه كان يسعى للحصول على موافقة من مجلس الإدارة لخفض راتبه إلى الحد الأدنى من مستوى الولاية وإزالة جميع المكافآت الحالية حتى تحل الشركة المسائل المتعلقة بالدعاوى القضائية.
في أوائل نوفمبر 2021، أعلنت أونيل رحيلها عن الشركة ؛ في تقرير وول ستريت جورنال اللاحق المتعلق بالاتهامات التي تورطت فيها كوتيك، صرحت أونيل بأنها تعرضت «لرمز رمزي وتهميش وتمييز» منذ وقت مبكر من حياتها المهنية في أكتيفجن بليزارد، وتركت الشركة كقرار كان الأفضل لها الأسرة. ذكرت أونيل أيضًا أنها تمت ترقيتها للمشاركة في قيادة أكتيفجن بليزارد مع يبارا ولكن تم دفعها في البداية بناءً على دورها السابق الذي كان أقل من دور يبارا . تقدم كل من أونيل ويبارا بطلبات متعددة لمنح أونيل أجرًا مكافئًا لم يتم الرد عليه حتى أعلنت أونيل استقالتها من الشركة.
بعد تقرير وول ستريت جورنال نفسه، أصدرت أكتيفجن بليزارد بيانًا نفت فيه حساب التقرير. ادعت الشركة أن التقرير كان «وجهة نظر مضللة لـ أكتيفجن بليزارد ومديرنا التنفيذي ... تتجاهل وول ستريت جورنال التغييرات المهمة الجارية لجعل هذا مكان العمل الأكثر ترحيباً وشمولاً في الصناعة وفشل في حساب جهود الآلاف من الموظفين الذين يعملون بجد كل يوم للارتقاء إلى مستوى قيمهم - وقيمنا -». وقال كوتيك في بيان أرسل إلى الموظفين إن التقرير «يرسم وجهة نظر غير دقيقة ومضللة لشركتنا وشخصي وقيادتي». أصدر مجلس إدارة أكتيفجن بليزارد بيانًا مفاده أنهم ظلوا يدعمون كوتيك نحو أهداف معالجة مخاوف سوء السلوك، مشيرًا إلى أن «الأهداف التي وضعناها لأنفسنا حاسمة وطموحة. ولا يزال مجلس الإدارة واثقًا من قيادة كوتيك، الالتزام والقدرة على تحقيق هذه الأهداف». أعلن مجلس الإدارة بعد ذلك بوقت قصير عن تشكيل «لجنة مسؤولية مكان العمل» للإشراف على تقدم الشركة نحو تحسين ظروف مكان العمل.

### الموظفين
وفقًا لجيسون شراير من بلومبرج نيوز، طلب العديد من الموظفين استقالة تاونسند بعد أن أرسلت الخطاب الداخلي، الذي شعر الموظفون بأنه رافض. صرح العديد من الموظفين علنًا على تويتر أنهم توقفوا عن العمل في 23 يوليو 2021، ردًا على رسائل براك وتاونسند. وقع أكثر من 2600 موظف في أكتيفجن بليزارد على خطاب مفتوح يطالب الشركة «بالاعتراف بخطورة هذه المزاعم وإبداء التعاطف مع ضحايا التحرش والاعتداء»، وخلص إلى أنه "لن يتم إسكاتنا، ولن نقف جانبًا، وسنقوم بذلك.لا نستسلم حتى تصبح الشركة التي نحبها مكان عمل، يمكننا جميعًا أن نشعر بالفخر لكوننا جزءًا منه مرة أخرى ". تم التخطيط لإخلاء كبير من قبل الموظفين في 28 يوليو 2021، حيث صرح المنظمون «نعتقد أن قيمنا كموظفين لا تنعكس بدقة في أقوال وأفعال قيادتنا». طالب المنظمون أيضًا بأن تقوم أكتيفجن بليزارد بإنهاء التحكيم الإجباري، وتنفيذ إرشادات جديدة للتوظيف والترقية في جميع أنحاء الشركة لمعالجة التمييز ضد المرأة، ونشر جميع بيانات الرواتب والترقيات عبر جميع الفئات الديموغرافية، والحصول على التنوع الحالي، والمساواة، والتوظيف لفريق العمل. منظمة تابعة لجهة خارجية لتقييم الشركة وتحديد الأسباب والوسائل لمنع المضايقات والتمييز في المستقبل.
وصف الرئيس التنفيذي بوبي كوتيك، في رسالة أرسلها إلى جميع الموظفين عشية الإخلاء، استجابة الشركة الأولية بأنها «صماء صريح تمامًا». وقال إن قيادة الشركة «ستقوم على الفور بتقييم المديرين والقادة عبر الشركة» وإحضار شركة المحاماة ويلمر كتلر بيكرينغ هال ودور «لإجراء مراجعة لسياساتنا وإجراءاتنا للتأكد من أن لدينا أفضل الممارسات ونحافظ عليها لتعزيز مكان عمل محترم وشامل.». قال كوتيك أيضًا إن الشركة ستضمن امتثال مديري التوظيف لتوجيهات التنوع داخل الشركة، وإزالة المحتوى داخل اللعبة الذي يعتبر غير مناسب، وإنشاء جلسات استماع كمساحات آمنة للموظفين لتقديم الاقتراحات. رد الموظفون على خطاب كوتيك بأنه على الرغم من تقديرهم لاعترافه بالاستجابة الأولية الضعيفة للدعوى القضائية، لم يكن هناك أي إجراء مذكور تجاه المطالب التي طلبوها في إعلان الانسحاب الخاص بهم، واستمر الإغلاق في 28 يوليو 2021.
بالإضافة إلى القضايا التي أثارتها الدعاوى القضائية بوزارة الصحة والبيئة، حدد الموظفون الذين تحدثوا إلى أكسيوس أن أقسام الموارد البشرية في أكتيفجن بليزارد لها دور كبير في منع أي إجراء لمعالجة مخاوف سوء السلوك الجنسي. أخبر الموظفون أكسيوس أن قسم الموارد البشرية على علم بتقارير سوء السلوك الجنسي لفترة طويلة، لكنهم إما فشلوا في اتخاذ إجراء، أو قاموا بحماية أولئك المتهمين بسوء السلوك الجنسي، أو ثبطوا بشدة الموظفين الذين أثاروا مخاوف بقولهم أشياء مثل «هذه ليست معركة لك تريد العراك».
من بين مخاوف الموظفين مشاركة شركة ويلمر كتلر بيكرينغ هال ودور من قبل أكتيفجن بليزارد، حيث تعتبر الشركة متخصصة في الرسائل المناهضة للنقابات وخرق النقابات، بما في ذلك المشاركة في منع عمال أمازون من تكوين النقابات. أعلن الموظفون في استوديوهات أكتيفجن بليزارد، بما في ذلك أكتيفجن، وأفينوكس، وبليزارد إنترتينمنت، واستوديوهات هاي مون، وإنفنتي وورد، وكنيج، وسلدج همر غيمز، وريفن سوفتوير، وفكيريوس فيجينز، عن تشكيل تحالف العمال ABK (Activision / Blizzard / King) على 3 أغسطس 2021. صرح تحالف عمال البنك الأهلي الكويتي أن استجابة كوتيك لم تكن كافية لتلبية المطالب السابقة التي قدمها الموظفون فيما يتعلق بحل قضايا السلوك والتمييز في مكان العمل التي أثارتها دعوى إدارة كاليفورنيا للتوظيف العادل والإسكان. رفض التحالف استخدام ويلمر كتلر بيكرينغ هال ودو كشركة تدقيق، بسبب «علاقاتهم السابقة مع أكتيفجن بليزارد ومديريها التنفيذيين» وعملهم السابق في «تثبيط حقوق العمال والعمل الجماعي». داخليًا، حدد التحالف الخطوات التي يمكنهم اتخاذها كموظفين للمساعدة في التخفيف من المشكلات، وتحسين الاتصالات بين الموظفين، وتوجيه الموظفين الجدد. حدد تحالف ABK الظروف القاسية التي كان لدى العديد من موظفي أكتيفجن بليزارد العاملين لضمان الجودة، بما في ذلك من 50 إلى 60 ساعة عمل في المتوسط، يتم تعيينهم بموجب عقد وبالتالي يفتقرون إلى المزايا والأمن الوظيفي، والعداء تجاه المتحولين جنسياً وغيرهم من أفراد مجتمع الميم.

## التأثير
أجبرت الدعوى القضائية أكتيفجن بليزارد على إلغاء كشف البث المباشر المخطط لها عن توسع هيرث ستون هيروس أوف ووركرافت (Hearthstone) القادم في أوائل أغسطس، حيث تقوم الشركة في كثير من الأحيان ببث المعلومات من خلال اللافتات قبل بثها الرسمي، وقد قاطعت هذه التدفقات Blizzard. بدلاً من ذلك، نشرت الشركة إعلانًا يتعلق بالتوسع الجديد بأقل ضجة. صرح المصمم الرئيسي لـ هيرث ستون هيروس أوف ووركرافت، أن "إقامة أي احتفال هو أمر صعب البيع في الوقت الحالي. يمكنني أن أؤكد لك أن التردد الوحيد الذي نواجهه في المضي قدمًا في أشياء مثل التدفقات أو كشف البطاقة هو احترام لزملائنا في العمل. صرح فريق التطوير لـ وورلد أوف ووركرافت (World of Warcraft) أنهم سيقومون بإزالة المحتوى من كل من اللعبة الرئيسية ووورلد أوف ووركرافت كلاسيك الذي "ليس مناسبًا لعالمنا" في ضوء الدعوى القضائية، بما في ذلك الشخصيات داخل اللعبة التي تم إنشاؤها في إشارة إلى أفراسيابي، وأن فريقهم "ملتزم باتخاذ الإجراءات اللازمة لضمان توفير بيئة شاملة ومرحبة وآمنة لفريقنا ولاعبينا في أزيروث" اختار عجلات لدوري المراقبة تجنب ذكر اسم مكري (McCree)، أحد الشخصيات القابلة للعب في اللعبة، وبدلاً من ذلك استخدم "كاوبوي"، بعد التقارير التي تفيد بأن الاسم نفسه للشخصية، جيسي مكري، لم يعد مع الشركة في أغسطس 2021. في وقت لاحق، في أواخر أغسطس، أكدت بليزارد أنها ستغير اسم مكري إلى "شيء يمثل بشكل أفضل ما تمثله أوفرواتش"، على الرغم من أنها ستحتاج إلى مراجعة الحالة السردية للعبة لتحديد الاسم الجديد. تم تقديم الاسم الجديد لـ مكري، كول كاسيدي، واستبداله باسم مكري في تصحيح أكتوبر 2021 إلى أوفرواتش، وتم تأجيل حدث خاص داخل اللعبة مخطط لـ مكري حتى نوفمبر 2021، والذي تم تسميته الآن باسم كاسيدي (Cassidy) ويضم رقمًا رقميًا كوميدي تحدث إلى كاسيدي لإيجاد هوية جديدة. صرحت شركة بليزارد بأنهم سيتوقفون عن تسمية أي شخصيات في أي من ألعابهم بعد موظفين في المستقبل وسيكونون "أكثر تفكيرًا وتميزًا بشأن إضافة مراجع من العالم الحقيقي". أعلن فريق ووركرافت (Warcaft) داخل بليزارد أيضًا عن خطط مماثلة لإعادة تسمية الشخصيات التي كانت تستند إلى أسماء الموظفين بعد إعلان أوفرواتش (Overwatch)، بالإضافة إلى إعادة تسمية المهام والعناصر الأخرى ذات العناوين الهجومية.
اختارت بليزارد عدم عقد حدث بليزكون السنوي لعام 2022، مشيرة إلى أنها ستمضي الوقت بدلاً من ذلك «في دعم فرقنا وتطوير ألعابنا وتجاربنا»، وأنه بالنسبة للأحداث المستقبلية «نحتاج أيضًا إلى ضمان الشعور بالأمان، ترحيبية وشاملة قدر الإمكان»
رعت تي موبايل كلاً من دوري أوفرواتش ودوري كول أوف ديوتي، ولكن بعد حوالي أسبوعين من الإعلان عن الدعوى القضائية لـ إدارة كاليفورنيا للتوظيف العادل والإسكان، لاحظ مراسلو بوليغون وديكسيرتو أن كلا الدوريين قد أزالا جميع العلامات التجارية لـ تي موبايل من موقع الويب وعمليات البث عبر الإنترنت، وقام بتغطية شعار تي موبايل على زي اللاعب. تعتقد هذه المواقع أن تي موبايل سحبت دعمها للبطولات بسبب الدعوى القضائية، على الرغم من أنهم لم يتمكنوا من التأكيد مع تي موبايل. أصدرت كل من كوكا كولا وستيت فارم إنشورانس بيانات تفيد بأنهم سيتراجعون عن رعاية دوري أوفرواتش ويعيدون النظر في موقفهم في ضوء الدعوى القضائية. صرحت شركة كلوقز بأنها لن تستمر في رعايتها لدوري أوفرواتش. لاحظت مجلة الأعمال الرياضية أن العلامة التجارية لشركة آي بي إم قد أزيلت من جميع وسائط دوري أوفرواتش بما في ذلك صفحة الشركاء الرسميين للدوري وتصنيفات القوة. علاوة على ذلك، سحب الجيش الأمريكي رعايته من دوري كول أوف ديوتي.
قال جيف كيلي، مبتكر ومضيف جوائز اللعبة، إنه كان يعيد تقييم علاقة العرض مع بليزارد، مضيفًا أنه يريد أن يدعم العرض الموظفين والمطورين دون التقليل من الإنجازات الفردية. بعد أن انتقد إيثان غاتش من كوتاكو كيلي لرفضه «الانحياز إلى جانب» وأشار إلى أن المجلس الاستشاري للعرض يضم رئيس أكتيفيجن روب كوستيتش، صرح كيلي أن بليزارد لن يكون جزءًا من حفل 2021 خارج الألعاب المرشحة.